# Haematopis annettearia
Haematopis annettearia är en fjärilsart som beskrevs av Haimbach 1907. Haematopis annettearia ingår i släktet Haematopis och familjen mätare. Inga underarter finns listade i Catalogue of Life.